# Freiherr
Freiherr (abreujat com Frhr.) és un títol de noblesa d'Alemanya i de l'Imperi Austrohongarès; és l'equivalent al títol de baró. El nom significa «senyor lliure». L'esposa d'un freiherr s'anomena freifrau i la seva filla rep el nom de freiin. Tradicionalment denota el segon nivell per sota de la noblesa, per sobre de ritter (cavaller) i edler i per sota de graf (comte) i herzog (duc).
El títol de Freiherr deriva de la situació geopolítica històrica en la qual un propietari manté un títol alodial sobre la seva terra, a diferència d'un baró ordinari que originàriament era un cavaller (Ritter), vassall d'un senyor més alt o d'un sobirà, i a diferència d'un Ministerialis alemany, que havia de proporcionar serveis administratius a un senyor. Un Freiherr de vegades exercia hereditàriament prerrogatives administratives i judicials.
Malgrat que aquest títol va ser oficialment abolit l'any 1918, en el cas d'Àustria, i a Alemanya el 1919, legalment es van transformar tots els títols nobiliaris en una part del cognom. Encara es fa servir com a part del nom familiar i en alguns cercles d'alta societat. També s'utilitza a Suècia, Dinamarca, Noruega i Finlàndia, (en finès es diu vapaaherra).